# Machapur, Haveri
Machapur là một làng thuộc tehsil Haveri, huyện Haveri, bang Karnataka, Ấn Độ.